# Ferrovia Sangritana

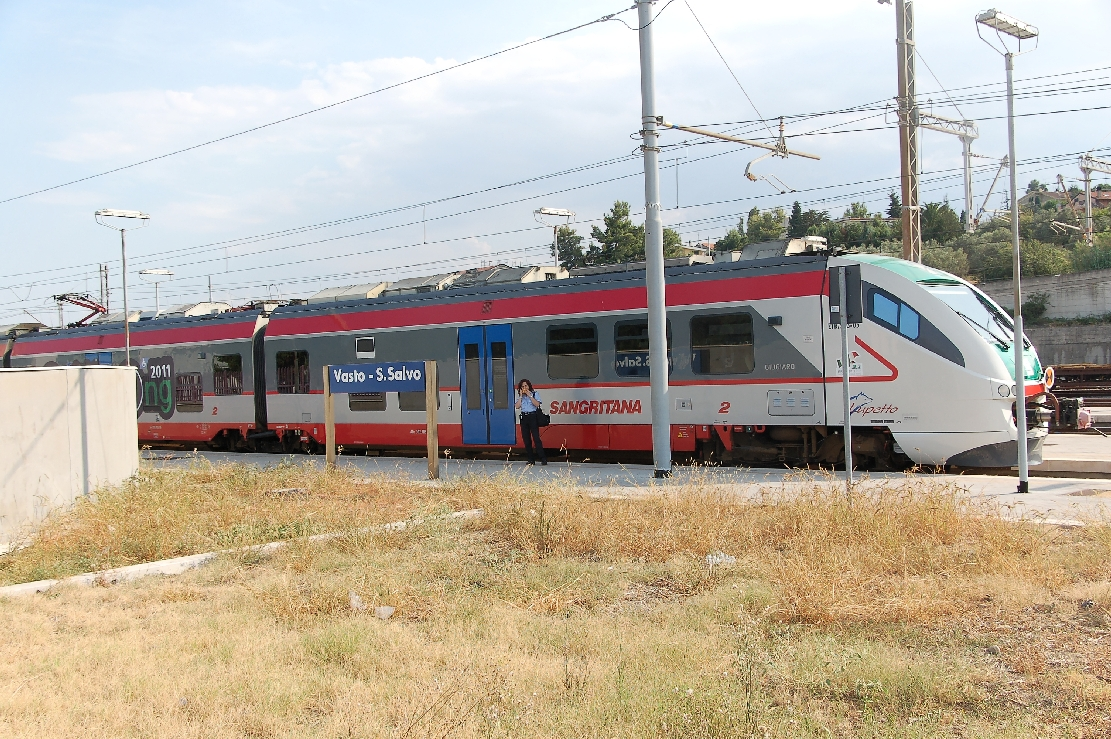
Lupetto in Vasto

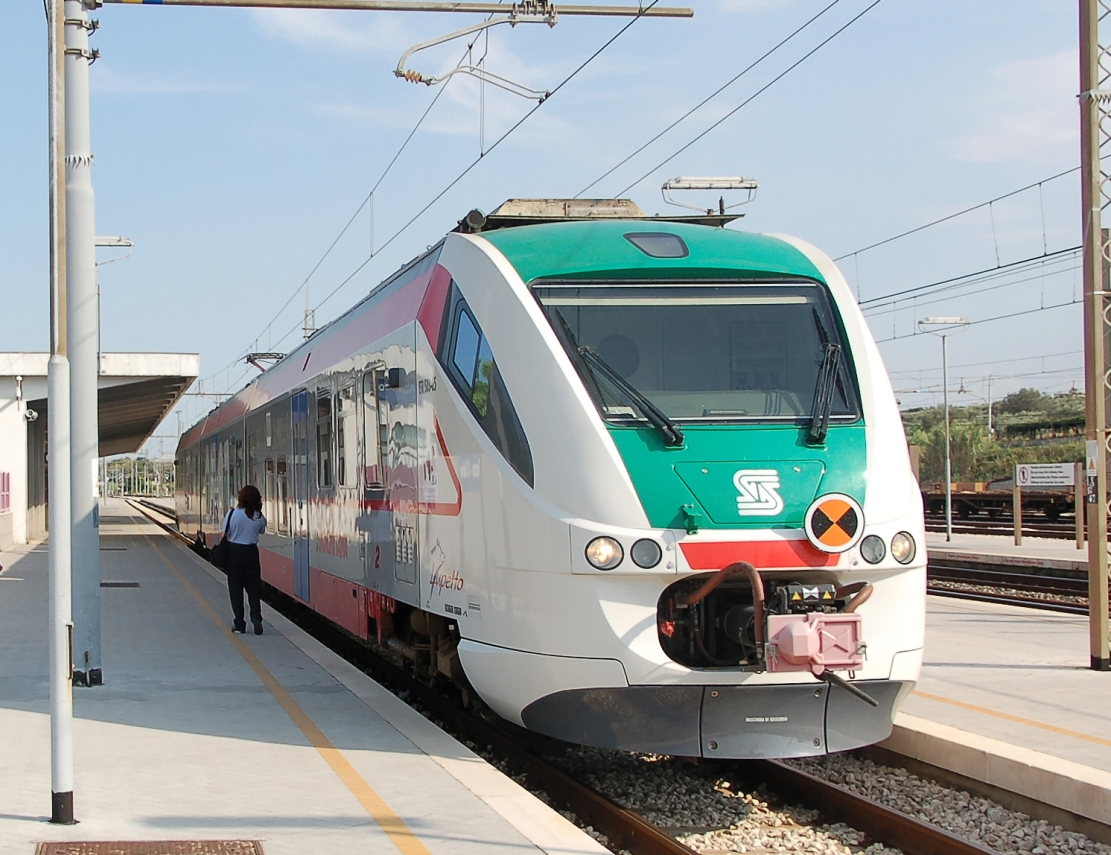
Lupetto in Vasto

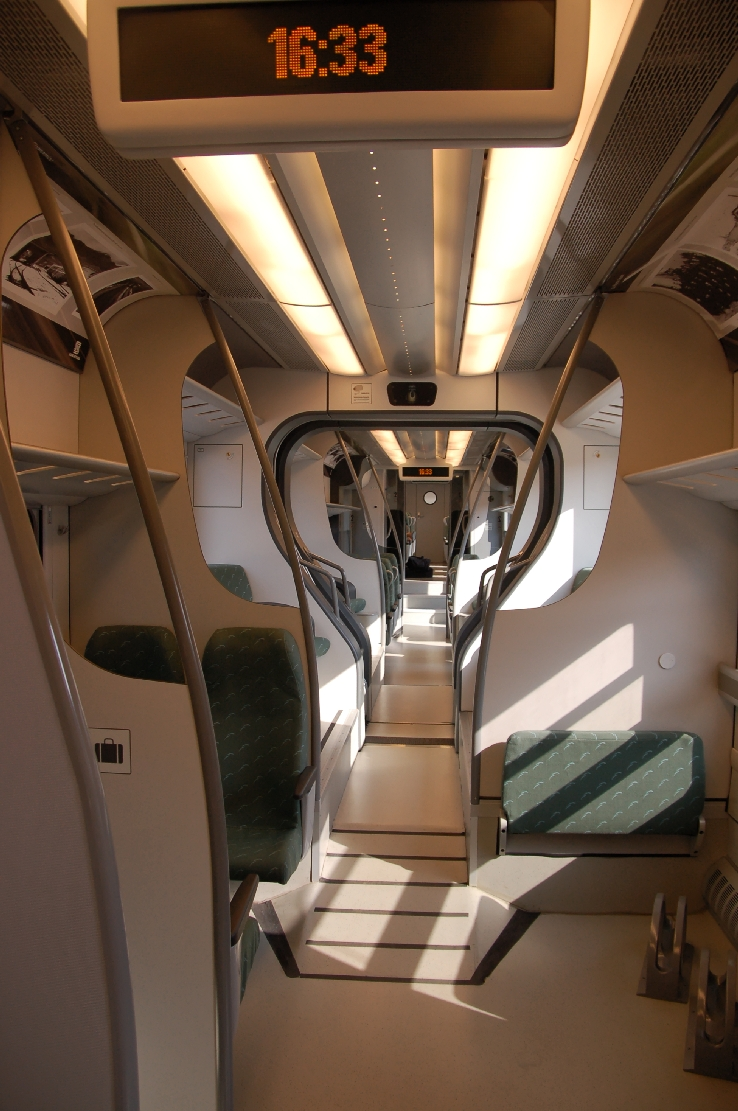
Innenausstattung Lupetto

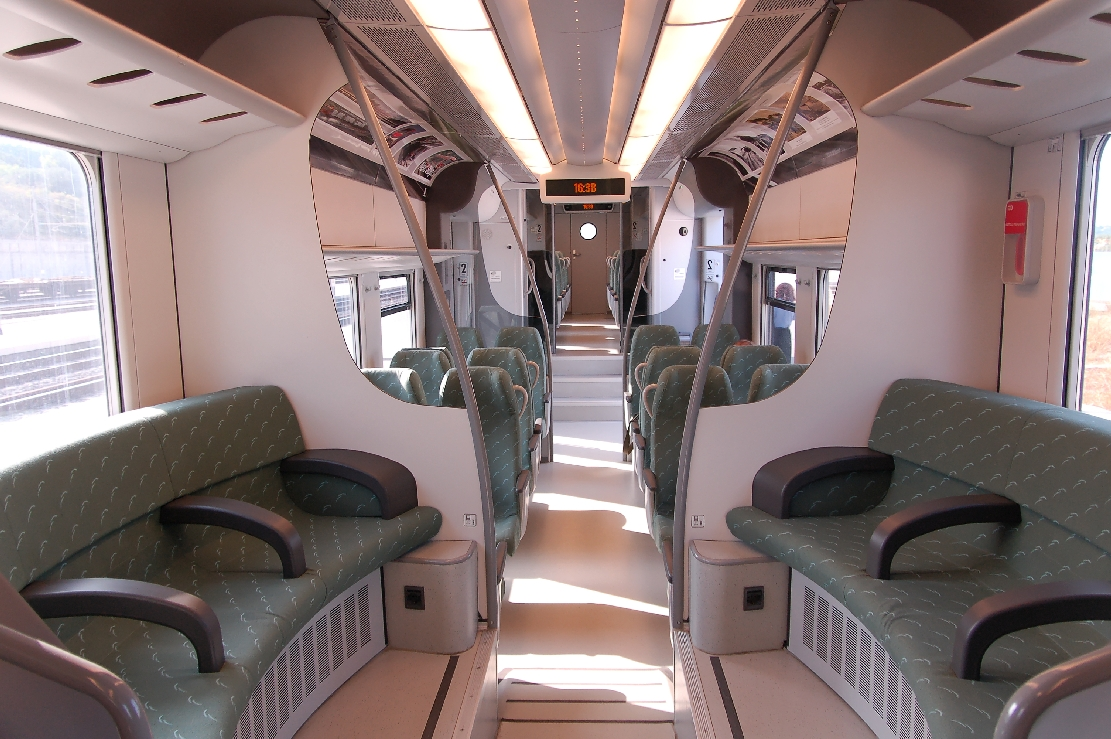
Innenausstattung Lupetto

Die Ferrovia Sangritana, auch Ferrovia Adriatico–Sangritana, ist eine normalspurige Privatbahn in Süditalien. Ihre Strecke führt von Marina San Vito an der Hauptstrecke Pescara–Bari nach Castel di Sangro im Hinterland. Daneben werden noch die Strecken Ortona Marina–Caldari und Torino di Sangro–Piazzano di Atessa im Güterverkehr befahren. Die Streckenlänge beträgt 130 km, davon sind 111 km mit der in Italien üblichen Spannung von 3000 V Gleichspannung elektrifiziert.

## Geschichte
Als erste Teilstücke, damals noch als Schmalspurbahn mit der Spurweite 950 mm, wurden als FAA (Ferrovia Adriatico Appennino) 1912 die Strecken Marina S.Vito–Lanciano und Crocetta–Caldari–Ortona eröffnet. 1914 folgte die Verbindung  Lanciano–Crocetta–Archi–Castel di Sangro und  Archi–Atessa.
1924 wurde die Strecke mit 2400 V Gleichstrom elektrifiziert. Zwischen 1956 und 1959 erfolgte der Umbau auf Regelspurweite 1435 mm. Dabei wurde auch das Stromsystem mit 3000 V Gleichstrom der Ferrovie dello Stato angeglichen. Dadurch ist es möglich, dass Züge auf der FS-Strecke bis Pescara weitergeführt werden.
1972 wurde auf dem Streckenstück Archi–Atessa der Betrieb eingestellt. 1982 folgte die Einstellung auf dem Streckenstück Crocetta–Caldari, 1984 wurde der Personenverkehr zwischen Caldari und Ortona eingestellt. Im Januar 2007 ging eine neue, direkte, Linie von Marina S.Vito nach Lanciano in Betrieb und die alte wurde stillgelegt. Dies war nötig, da die FS die Strecke Pescara–Bari verlegt hat und in Marina S. Vito ein neuer Bahnhof entstand.

## Fahrzeuge

### Elektrotriebwagen
- ETR/S03 Lupetto:
  - 3-teiliger Triebwagen ALn 501 Minuetto aus der Alstom-Coradia-Meridian-Familie
  - Anzahl: 4
  - Nummerierung:ALe.501 + Le.220 + ALe.502.701–704
  - Höchstgeschwindigkeit: 160 km/h
  - Leistung: 1200 kW
  - Baujahr: 2005 bei Alstom
  - Sitzplätze: 122

- ETR 056:
  - 2-teiliger umgebauter Triebwagen, Umbau aus ehemaligen NMBS/SNCB Triebwagen Serie AM 56
  - Anzahl: 2
  - Namen: "Città di Lanciano", "Orsetto"
  - Höchstgeschwindigkeit: 130 km/h
  - Leistung: 620 kW
  - Baujahr: 1954 bei B&N/ACEC/SEM  Umbau 2004 bei AnsaldoBreda
  - Sitzplätze: 120

- ALe 02 / Ale 05 / Ale 08 / ALe 11
  - 2-teiliger umgebaute Triebwagen, Umbau aus ehemaligen Triebwagen Serie ALe01–ALe.11
  - Anzahl: 4
  - Nummerierung: ALe.02, ALe.05, ALe.08, ALe.11
  - Höchstgeschwindigkeit: 75 km/h
  - Leistung: 340 kW
  - Baujahr: 1955 bei OMS/TIBB  Umbau 1996 und 2005 bei Fervet
  - Sitzplätze: 104

### Dieseltriebwagen
- ALn 776
  - 1-teiliger Triebwagen mit dieselmechanischem Antrieb
  - Anzahl: 5
  - Nummerierung: ALn 776.001/002, ALn 776.051, ALn 776.053/054
  - Höchstgeschwindigkeit: 130 km/h
  - Leistung: 340 kW
  - Baujahr: 1985 von Fiat
  - Sitzplätze: 76
  - bis 1995 bei der Ferrovia Centrale Umbra eingesetzt

### Diesellok
- DE 54
  - dieselelektrische Rangierlok
  - Anzahl: 2
  - Nummerierung: D 26/D 27
  - Höchstgeschwindigkeit: 75 km/h
  - Leistung: 296 kW
  - Baujahr: 1977 bei TIBB/Fiat
  - Achsenanordnung: Bo'Bo'

- D 343
  - dieselelektrische Streckenlok
  - Anzahl: 2
  - Nummerierung: D.29 (ehemals FS D 343.1038) und D.30 (ehemals FS D 343.1010)
  - Höchstgeschwindigkeit: 130 km/h
  - Leistung: 990 kW
  - Baujahr: 1967 bei OM/Omeca/Sofer/Fiat
  - Achsenanordnung: Bo'Bo'
  - bis 1991 bei der FS eingesetzt

- D 752
  - dieselelektrische Streckenlok
  - Anzahl: 8, davon 2 an die FC vermietet (Stand 2009)
  - Nummerierung: D.752.501 bis D.752.508
  - Höchstgeschwindigkeit: 100 km/h
  - Leistung: 970 kW
  - Baujahr: 1973 bei ČKD
  - Achsenanordnung: Bo'Bo'
  - bis 2001 bei der ČD (Serie 753) eingesetzt

### Ehemalige Triebfahrzeuge
- E 21
  - Elektrische Lokomotive
  - Anzahl: 4
  - Nummerierung: E.22 bis E.25
  - Höchstgeschwindigkeit: 45 km/h
  - Leistung: 528 kW
  - Baujahr: 1924 bei TIBB als Schmalspurlok (950 mm), 1955 Umbau auf Normalspur
  - Achsenanordnung: Bo'Bo'
  - in Betrieb bis 2007

- ALe 01
  - Elektrischer Triebwagen
  - Anzahl: 11
  - Nummerierung: ALe01 bis ALe.11
  - Höchstgeschwindigkeit: 75 km/h
  - Leistung: 340 kW
  - Baujahr: 1955 bei OMS/TIBB
  - Sitzplätze: 52
  - in Betrieb bis 2005, Umbau von ALe.02, ALe.05, ALe.08 uns ALe.11